# Africa (Romeinse Rijk)
Africa, ook wel Africa Proconsularis, was een provincie van het Romeinse Rijk. In het latere Romeinse Rijk (vanaf keizer Diocletianus) was er ook een Diocees Africa, een grotere bestuurlijke eenheid die vijf provincies omvatte, waaronder de provincie Africa. De provincie Africa omvatte oorspronkelijk grofweg Noord-Tunesië (146 v.Chr.); precies 100 jaar later werd door Julius Caesar Oost-Numidië (de Middellandse Zeekust van West-Libië tot aan Tripoli, Zuid-Tunesië en Noordoost-Algerije) daaraan toegevoegd (46 v.Chr.).
De door de Romeinen verwoeste stad Carthago was gelegen in deze provincie en daarnaast was er nog een aantal andere grote steden, zoals Hadrumetum, de hoofdstad van Byzacena (tegenwoordig Sousse, in Tunesië) en Hippo Regius (tegenwoordig Annaba in Algerije). Het merendeel van de provincie viel in Romeinse handen aan het eind van de Tweede Punische Oorlog (218-201 v.Chr.), en de rest werd veroverd in de Derde Punische Oorlog (149-146 v. Chr.).
De provincie was een van de rijkste en meest verstedelijkte van het Rijk. Carthago werd uiteindelijk door de Romeinen weer opgebouwd en zou uitgroeien tot een van de belangrijkste Romeinse steden. Alleen Rome zelf, Alexandrië, Antiochië, en wellicht Efeze, hadden een grotere bevolking. In de provincie lag het amfitheater van El Djem; het op twee na grootste Romeinse amfitheater, en het grootste dat door de Romeinen buiten Italië werd gebouwd.

## Ligging
Romeins Africa strekte zich uit van de Atlantische Oceaan tot de oude Griekse kolonie en latere provincie Cyrenaica. De eigenlijke provincie Africa grensde in het oosten aan Cyrenaica, en in het westen aan Numidia, dat onder Caligula van de oorspronkelijke provincie werd afgesplitst. Het gebied vanaf Cyrenaica werd in de klassieke wereld niet onder de noemer Africa geplaatst. Het is een betrekkelijk smalle strook land die begrensd wordt door de oceaan in het westen, de Middellandse Zee in het noorden en oosten en de Sahara in het zuiden. Het land wordt van oost naar west doorkruist door vier bergruggen, die nu samen het Atlasgebergte worden genoemd. Het bestaat verder uit een vruchtbare kustvlakte en verschillende hoogvlaktes.

## Geschiedenis

### Punische Oorlogen
De eerste Romeinse machtsontplooiing in Afrika vond plaats tijdens de Tweede Punische Oorlog (218-201 v.Chr.), toen Scipio de Slag bij Zama won van Hannibal. Deze overwinning leverde Scipio de titel Africanus op, en schakelde Carthago de facto uit als concurrent van Rome. De Numidische koning Massinissa profiteerde; hij kreeg niet alleen een groot deel van het Carthaags gebied in Noord-Afrika in handen, maar hij kon in de volgende jaren steeds meer gebied van de eens zo machtige staat inpalmen. Carthago zocht vruchteloos bescherming bij Rome, maar vond geen gehoor bij de senaat. De Carthagers namen het recht in eigen handen om zich te verdedigen. Deze formele schending van het vredesverdrag leverde hen een onmogelijk Romeins ultimatum op. Het was het perfecte excuus voor de Romeinen om definitief af te rekenen met de oude vijand, iets waarvoor Cato al jaren pleitte.
De Derde Punische Oorlog die volgde, was niet meer dan een langdurige belegering van Carthago en leverde Rome in 146 v.Chr. feitelijk zijn eerste overzeese provincie op. Het was slechts een kleine provincie, Provincia Africa genaamd, die het noordoosten van het huidige Tunesië omvatte, de kuststreek tussen de steden Thabraca en Thaenea. Carthago werd verwoest en er werd een formele vloek over het land uitgesproken.

### Numidië
Het Numidische koninkrijk bleef naast deze provincie bestaan en de senaat had er weinig aandacht voor tot Jugurtha, in een poging om de macht in Numidië te grijpen, Cirta belegerde, waar zijn familieleden (en dus concurrenten) zich hadden verschanst. De bevolking van de stad werd massaal over de kling gejaagd na de inname, inclusief enkele Romeinse handelaars. Het Romeinse volk schreeuwde om wraak en de generaal Gaius Marius legde er het begin van zijn schitterende loopbaan. Marius versloeg Jugurtha, maar annexeerde Numidië niet. Wel installeerde Rome er een betrouwbare koning.
De tegenstanders van Caesar hergroepeerden zich na hun nederlaag bij Pharsalus en de moord op Pompeius in Egypte in Africa met de steun van de Numidische vorst Juba I. Caesar wist het verzet echter snel neer te slaan en annexeerde die delen van Numidië rond de provincia Africa onder de naam Africa Nova. Caesar stichtte er ook de eerste officiële colonia, onder meer op de ruïnes van Carthago.

### Principaat
Na de installatie van het principaat en de hervormingen onder Augustus werd Africa een provincie onder toezicht van de senaat, onder leiding van een proconsul (vandaar Africa Proconsularis) die ieder jaar door de senaat werd verkozen. Deze proconsul was ook de commandant van het Legioen III Augusta en de daaraan verbonden hulptroepen; in totaal circa 30.000 soldaten. Er werden enkele succesvolle campagnes in Afrika gevoerd maar er waren slechts twee grotere campagnes: een tegen de opstand van de Gaetuliërs in 22 v.Chr. en tijdens de opstand onder leiding van Tacfarinas tussen het jaar 17 en 24.
Onder Caligula vonden de volgende veranderingen plaats. Ten eerste maakte hij in 37 een eind aan de situatie waarin een proconsul het bevel voerde over een legioen. Het bevel werd nu gevoerd door een door de keizer benoemde legatus; later werd dit militaire gebied een aparte provincie, Numidia. Ten tweede annexeerde hij in 40 het koninkrijk Mauretanië (opvolger van het Numidische koninkrijk) en verdeelde het in twee provincies: Mauretania Caesariensis en Mauretania Tingitana. Het Romeinse grondgebied in Noord-Afrika zou uiteindelijk zijn grootste omvang bereiken tijdens de heerschappij van Septimius Severus, die opdracht gaf tot de aanleg van de Limes Tripolitanus, waartoe de forten bij Bu Njem, Gheriat el-Garbia en Ghadames behoorden.

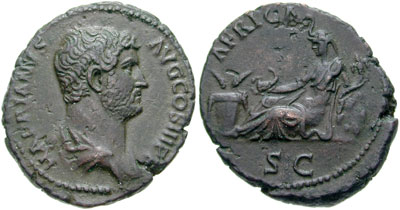
Romeinse munt, geslagen in 136 onder keizer Hadrianus, ter ere van de provincie Africa. De personificatie van Africa is te zien aan het olifant hoofddeksel.

In de Laat-Romeinse keizertijd viel ook Africa ten prooi aan de chaos die het rijk teisterde. Het bracht in 238 een zeer tijdelijke keizer voort: Gordianus, uitgeroepen door de burgers van de provincie en aanvaard door de senaat. Na 22 dagen werd hij echter verslagen door troepen van de legaat van Numidia.

### Einde Romeinse periode
Bij de definitieve splitsing van het rijk, in 395, werd Africa ondergebracht bij het West-Romeinse Rijk. Al snel ontstonden binnenlandse onlusten toen plaatselijke Berbervolken in opstand kwamen. Halverwege 429 staken de Vandalen vanuit Spanje over naar Africa en maakten een begin aan hun verovering van Africa. In 439 veroverden Geiserik Carthago en maakten deze stad tot hoofdstad van het Vandaalse rijk. De Vandalen beheersten een groot deel van de kuststreken terwijl de Berbers voornamelijk in het binnenland de macht uitoefenden.
De bijzondere waarde van Africa voor de Romeinen blijkt uit de moeite die de Romeinse keizers, zoals Justinianus in de 6e en 7e eeuw deden om het gebied opnieuw in te lijven en te behouden.
In 441/2 stonden West en Oost klaar om de provincie te heroveren, maar door de inval van Attila de Hun in de Balkan moest het Oosten zijn troepen terugroepen van Sicilië. Andere pogingen (in 461 en 468) faalden eveneens. Uiteindelijk wist keizer Justinianus het gebied tussen 533 en 548 te  heroveren. In die tijd bestond het Romeinse Rijk alleen nog uit het oostelijke deel, het westelijke deel was verloren gegaan. 
De Afrikaanse provincies gingen definitief verloren na de Arabische verovering van Carthago in 697.

## Belang van de provincie
Africa was een van de eerste overzeese provincies en een van de laatste die definitief verloren ging tijdens de Arabische veroveringen in de 7e eeuw.

De eerste en belangrijkste reden dat de stad Rome, die circa 1 miljoen inwoners telde, zoveel belang hechtte aan het gebied, was haar afhankelijkheid van de Afrikaanse graanproductie. Italië produceerde maar net genoeg om in zijn eigen behoeften te voorzien en kon de Romeinse noden niet dragen. Africa was een veiligere graanschuur dan Egypte omdat het dichter bij Rome lag en de zeereis korter was.
Het belang van deze graanproductie wordt geïllustreerd door enkele Afrikaanse gouverneurs die een gooi deden naar de keizerlijke macht. Clodius Macer was de eerste die Rome op de knieën probeerde te dwingen door in 69 (het vierkeizerjaar) de graantransporten te blokkeren. Troepen van Galba riepen hem echter gauw tot de orde. Zijn voorbeeld werd, met evenveel succes gevolgd door Domitius Alexander in 308 en de Numidiër, Gildo, in 397, wat de dichter Claudianus inspireerde tot het componeren van De Bello Gildonico (Gildonische oorlog). De provincie Africa produceerde en exporteerde ook andere landbouwproducten zoals olijfolie, vijgen, druiven (de wijn was wel van mindere kwaliteit dan in andere regio's) en vee (vooral paarden maar ook koeien, ezels, varkens, schapen en geiten).
Niet alleen het brood maar ook de spelen waren deels afhankelijk van de Afrikaanse provincies. Talrijke diersoorten, zoals olifanten, panters, leeuwen en beren werden er gevangen en geëxporteerd naar Rome, waardoor vele soorten in Noord-Afrika uitstierven. Een derde voordeel van de provincie was het overschot aan land dat het bood. De druk op Italië werd verlicht door de vele kolonisten die zich in Africa vestigden, onder meer ruim 50.000 veteranen van Caesar en Augustus. De eerste plannen om coloniae in Afrika te stichten gaan terug op Gaius Gracchus in 122 v.Chr. Deze plannen werden na zijn dood opgeborgen, hoewel er een soort private coloniae waren, zeker na de oorlog tegen Jugurtha toen veteranen van Marius zich in Noord- Afrika vestigden.

## Romanisering en religie
Het proces van romanisering verliep eerder traag in Africa en werd in grotere delen van de samenleving pas afgerond in de 1e en 2e eeuw. Zeer vaak bleven oudere tradities gewoon bestaan, binnen de officiële Romeinse instellingen en gebruiken. De inscripties die men terugvindt bij archeologisch onderzoek zorgen voor aanwijzingen rond de romaniseringsgraad.
Een Punische en Libische levensstijl bleef zeer lang aanwezig in de Romeinse provincie, zo blijkt uit de vele inscripties die vaak zowel in het Punisch, Lybico-Berbers als in het Latijn zijn opgesteld. Deze inscripties tonen aan dat er lang een Punisch element in de naamgeving aanwezig bleef, zo vinden we een Annobal Tapapius Rufus met de typerende, Punische naam Annobal. De laatste Punische naam vinden we terug in 72. Voordat Lepcis het statuut van colonia kreeg onder Trajanus bleef in het publieke leven er eveneens een Punische invloed bestaan met de sufetes, een Latijnse naam voor de Punische sophetim, de hoogste magistraten in Lepcis.
Romeinse goden werden overgenomen door ze te vereenzelvigen met de bestaande godheden. Deze lokale eigenheid bezorgde enkele goden een grote populariteit en wijst soms op een oudere religieuze traditie. Zo werd de oude Carthaagse god Ba'al gelijkgesteld met Saturnus en werd Juno of Venus vaak geïdentificeerd met Tanit. Ook de landbouwgodin Ceres werd op zeer unieke wijze vereerd als Cereres, een meervoudsvorm die enkel in Africa wordt aangetroffen.
Africa speelde een belangrijke rol in het vroege christendom. De eerste bewijzen voor christenvervolging dateren uit 180. In 256 werd te Carthago een concilie gehouden. Africa was ook de thuisbasis van belangrijke christelijke auteurs zoals Augustinus en Tertullianus (cfr. Infra).

## Belangrijke personen
Afrikaanse Romeinen konden, zolang ze Romeins burger waren en een minimumvermogen hadden, carrière maken in Rome. Vele bestuurlijke en militaire functies waren voorbehouden voor equites of senatoren. De senatoriële functies hadden een groter sociaal aanzien terwijl de equites de belangrijkste posten konden verwerven. De eerste Afrikaanse consul was Pactumeius Fronto uit Cirta in 80.

Twee andere personen zouden de hoogste posities in Rome verwerven. De eerste was Q. Aemilius Laetus die prefect van de pretoriaanse garde werd tijdens de laatste jaren van Commodus’ regering. Deze post was voorbehouden voor equites en wordt het best vergeleken met een eerste minister. Laetus plande de moord op Commodus en had een hand in de benoeming van zijn opvolger Pertinax, die hij op zijn beurt ook liet vermoorden.
De opvolger van Pertinax is de volgende en meest bekende Romeinse Afrikaan: Lucius Septimius Severus, de enige in de provincie Africa geboren keizer en grondlegger van de zogenaamde Severische dynastie. Niet onverwacht liet hij Laetus terechtstellen wanneer hij de keizerstitel bemachtigde. Septimius was, met Hadrianus, de enige keizer die een bezoek bracht aan Afrika en liet heel wat openbare werken uitvoeren, onder meer de uitbouw van zijn geboortestad Leptis Magna.
Op literair vlak zijn ook een aantal Afrikaanse Romeinen bekend geworden. De oudste is P. Terrentius Afer, die waarschijnlijk als Carthaags slaaf aan een Romein verkocht werd en later zijn vrijheid kreeg. Hij schreef tussen 166 en 160 v.Chr. zes komedies. In de jaren vijftig van de 20e eeuw werd een inscriptie ontdekt in Hippo Regius waar Suetonius opgroeide en zijn carrière begon. Bij Apuleius van Madauros kan men spreken van een Afrikaanse stijl. Hij heeft een zeer uiteenlopend oeuvre nagelaten waarvan de Apologia en de Metamorphoses de bekendste zijn.
Africa was ook een vruchtbare bodem voor christelijke schrijvers. Tertullianus was de eerste onder hen. Deze advocaat van opleiding schreef werken ter verdediging van de nieuwe godsdienst. In zijn bekendste werk, Apologeticus, probeerde hij Romeinse gouverneurs ervan te overtuigen dat de christenvervolgingen onlogisch en zinloos waren. Hij was de eerste Latijnse kerkvader en wordt om die reden wel 'de vader van de Latijnse Kerk' genoemd. Het volgende voorbeeld is een van de bekendste en invloedrijkste christelijke auteurs: Augustinus van Hippo. Hij werd geboren in Thagaste, als zoon van een verarmde decurio. Zijn studie voltooide hij in Milaan, waar hij beïnvloed werd door de kerkvader Ambrosius. Rond 390 werd hij priester in Hippo Regius waar hij zijn meesterwerken Confessiones en De civitate Dei schreef.
Achaea · Alexandria et Aegyptus · Africa · Alpes Cottiae · Alpes Maritimae · Alpes Poeninae · Arabia Petraea · Armenia Inferior · Asia · Britannia · Cappadocia · Cilicia · Corsica · Creta · Cyprus · Cyrenaica · Dacia · Dalmatia · Epirus · Galatia · Gallia (Aquitania · Belgica · Lugdunensis · Narbonensis) · Germania (Inferior · Superior) · Hispania (Baetica · Lusitania · Tarraconensis) · Italia · Iudaea · Lycaeonia · Lycia · Macedonia · Mauretania (Caesariensis · Tingitana) · Moesië (Inferior · Superior) · Noricum · Numidia · Pannonia (Inferior · Superior) · Pamphylia · Pisidia · Pontus et Bithynia · Raetia · Sardinia · Sicilia · Syria · Thracia

Tijdelijke bezettingen: Germania (7-9 n.Chr.) · Armenia (114-117 n.Chr.) · Assyria (116-117 n.Chr.) · Mesopotamia (115-117 n.Chr.)